# 1759 en arts plastiques
| Années des arts plastiques : 1756 - 1757 - 1758 - 1759 - 1760 - 1761 - 1762    |
| Décennies des arts plastiques : 1720 - 1730 - 1740 - 1750 - 1760 - 1770 - 1780 |

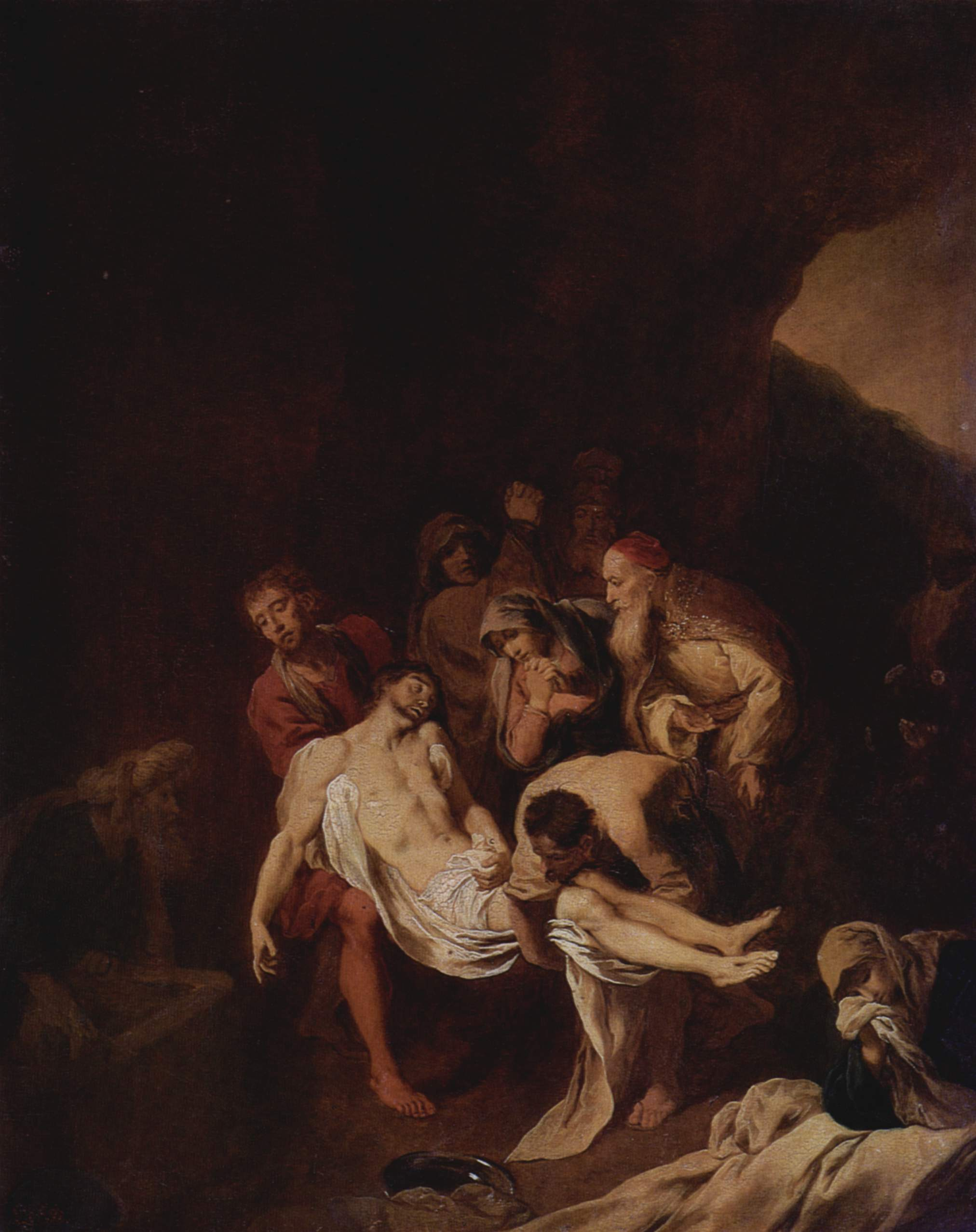
Descente de croix, toile de Christian Wilhelm Ernst Dietrich.

Cette page concerne l'année 1759 en arts plastiques.

## Naissances
- 10 février : Carlo Lasinio, graveur italien († 29 mars 1838),
- 18 février : Maximilien-Louis van Lede, sculpteur belge († 13 juillet 1834),
- 19 mars : Domenico Pellegrini, peintre italien († 4 mars 1840),
- 10 juillet : Pierre Joseph Redouté, peintre de fleurs français († 19 juin 1840),
- 16 décembre : Charles Guillaume Alexandre Bourgeois, peintre, graveur, physicien et chimiste français († 7 mai 1832),
- ? :
  - Nicola Contestabili, peintre italien († 1824),
  - Antoine-Michel Filhol, graveur français († 5 mai 1812),
  - Jean-Baptiste Mallet, peintre français († 16 août 1835),
  - Jean-Louis Prieur, peintre et dessinateur français († 7 mai 1795),
- Vers 1759 :
- Marco Gozzi, peintre de paysage italien († 1839).

## Décès
- 29 mars : Pierre-Charles Le Mettay, peintre et dessinateur français (° 19 juillet 1726),
- 12 mai : Lambert Sigisbert Adam, dit Adam l'Aîné, sculpteur français (° 1700),
- 10 décembre : Giuliano Giampiccoli, graveur italien (° 1698),
- ? : Bernardo De Dominici, peintre et historien de l'art italien (° 1683).